# Begena

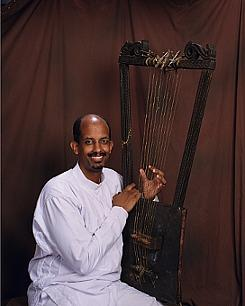

La begena (o bèguèna, en francés) es un instrumento de cuerda de Etiopía y Eritrea que se asemeja a una lira gigante. De acuerdo con la tradición etíope, Menelik I llevó el instrumento a Etiopía desde Israel, dónde David había utilizado la begena para calmar los nervios del rey Saúl y curarlo del insomnio. Su verdadero origen sigue estando en duda, aunque los manuscritos etíopes representan el instrumento a principios del siglo XV (Kimberlin 1978: 13)
Conocido como el instrumento de los nobles, monjes, y la clase alta, tocado por los hombres de Amhara, Tigray, y mujeres y hombres eritreos, la begena era utilizada principalmente como un acompañamiento durante la meditación y la oración. Aunque comúnmente se tocaba en los hogares, a veces es tocado durante ocasiones festivas. Durante la Cuaresma, el instrumento es el más escuchado en la radio. Se puede componer de textos propios o puede ser tomado de la Biblia, del Libro de los Proverbios, o del Libro de Qine, una antología de refranes y poemas de amor. Los temas incluyen la futilidad de la vida, la inevitabilidad de la muerte, los santos, las costumbres, la moral, la oración, y las alabanzas a Dios. Una canción puede durar unos minutos a varias horas dependiendo del texto y la persistencia de quien utiliza el instrumento. Aunque muchos textos son de carácter religioso, el instrumento no se utiliza en los servicios de la Iglesia Ortodoxa Etíope, incluso sí se ve de vez en cuando en procesiones religiosas fuera de la iglesia.
Debido al papel relativamente sagrado del instrumento en la sociedad, es relativamente difícil encontrar personas que toquen la begena. Las meditaciones y las oraciones son privadas, esfuerzos personales, y los rumores indican que el instrumento es tocado por pocas personas y que es un arte moribundo. Sin embargo, en 1972, la Escuela de Música Yared en Adís Abeba comenzó con la instrucción formal de la begena, y desde que el nuevo régimen ha dado prioridad a las artes, la begena todavía existe.
A pesar de que la begena tiene diez cuerdas, solo seis se escuchan tocando. Es decir, la mano derecha toca las cuerdas uno, tres, cuatro, seis, ocho y diez. El dedo que apunta toca las cuerdas tres y cuatro mientras que los otros dedos están a cargo de controlar cada cuerda. Las cuerdas restantes son utilizadas para que el dedo descanse o para detenerse después de que las cuerdas han sido tocadas, permitiendo que la cuerda vibre.
Los zumbadores de correa son utilizados como un método de amplificación de sonido. Cada zumbador es una correa de cuero en forma de U que es colocada entre cada cuerda y el puente. La correa para cada cuerda se ajusta hacia arriba o abajo así la cuerda, cuando se toca, vibra repetidamente contra el borde del puente, produciendo el zumbido característico que es más penetrante que la música que se reproduce sin los zumbadores.